# Christophe Agou
Christophe Agou (Montbrison, 14 ottobre 1969 – New York, 16 settembre 2015) è stato un fotografo francese.

## Biografia
Dall'inizio degli anni Novanta, Christophe Agou si dedica alla fotografia documentaristica con grande sensibilità e senso poetico. Passa con disinvoltura dal bianco e nero al colore, dal paesaggio al ritratto, dal reportage al documento, senza privilegiare alcuno stile ma cercando continuamente di rinnovare le forme e le condizioni della propria visione. Sempre seguendo il proprio intuito, Christophe ha esteso la sua espressività anche ad altri media, creando assemblage e film.
Christophe Agou nasce nel 1969 a Montbrison, in Francia. Autodidatta, scopre la fotografia nel corso dei suoi viaggi in Europa e negli Stati Uniti. Nel 1992 si stabilisce a New York e nel 1998 incomincia a ritrarre in una serie di foto i passeggeri della metropolitana della Grande Mela. Il risultato di questo lavoro diventa oggetto di un libro, Life Below (Quantuck Lane Press / W.W. Norton & Company 2004).
Nell'inverno del 2002, Christophe Agou torna in Francia, nella regione del Forez in cui è nato; percorrendo questi aspri territori si accorge di non averli mai dimenticati. Qui conosce varie famiglie di agricoltori e a poco a poco, visitandole regolarmente, ne diventa intimo amico. Comincia la serie Face au Silence (Di Fronte al Silenzio).
Nel 2006 è finalista del prestigioso premio W. Eugene Smith, nel 2008 del Prix de la Photographie dell'Académie des Beaux-Arts  di Parigi e nel 2009 riceve la menzione speciale al Prix Kodak de la Critique Photographique. Nel 2010, Christophe è vincitore della diciassettesima edizione del European Publishers Award for Photography.
I suoi scatti sono stati pubblicati ed esposti in tutto il mondo: al MoMA di New York, al Museum of Fine Arts di Houston, al Jeu de Paume di Parigi, alla Fondazione Pilar y Juan Miró di Palma di Maiorca, al festival francese Rencontres d'Arles, al Smithsonian American Art Museum di Washington DC, al Noorderlicht Fotofestival nei Paesi e in alcuni festival di fotografia in Cina.

## Serie Fotografiche
- Inside Out (1995)
- Life Below (1998 - 2000)
- Face au Silence (2002 - 2010)

## Awards
- 2013 CNC Centre National du Cinéma et de l'Image Animée - Laureato
- 2012 CNC Centre National du Cinéma et de l'Image Animée -Laureato
- 2010 European Publishers Award for Photography - Laureato
- 2009 Prix Kodak de la Critique Photographique - Menzione Speciale
- 2008 Prix de la Photographie de l'Académie des Beaux-Arts de Paris - Finalista
- 2006 W. Eugene Smith Grant in Humanistic Photography -Finalista
- 2002 Ai-AP American Photography Award
- 2002 Magazine Picture of the Year - Honorable Menzione
- 2000 Project Competition - Santa Fe Prize for Photography
- 1999 Attention Talent Photo Award Fnac

## Collezioni
- La Bibliothèque nationale de France, Paris France
- Musée d'Art Roger Quilliot (MARQ), Clermont-Ferrand France
- Museum of Fine Arts, Houston USA
- Neuberger Museum of Art, Purchase USA
- Smithsonian American Art Museum, Washington D.C. USA
- The Akron Art Museum Akron, USA
- Southeast Museum of Photography, Daytona USA
- The New York Public Library, New York USA
- The Frances Lehman Loeb Art Center, Poughkeepsie USA
- The New-York Historical Society, New York USA
- Galeries Photo-Fnac, Paris France
- The Joy of Giving Something, New York USA